# Jean Yoyotte
Jean Yoyotte (Lyon, 4 de agosto de 1927 – Paris, 1 de julho de 2009) foi um egiptólogo francês, titular da cátedra de Egiptologia no Collège de France de 1992 a 2000, além de diretor de estudos na École pratique des hautes études.

## Biografia
Nascido em 1927 em Lyon, frequentou o Lycée Henri-IV, onde fez amizade com Serge Sauneron, que mais tarde se tornou diretor do Institut Français d'Archéologie Orientale (IFAO). Posteriormente, frequentou um curso na École du Louvre sob a orientação de Jacques Vandier, e posteriormente estudou na EPHE. Por volta de 1949, ele conduziu pesquisas no Centre national de la recherche scientifique, e no intervalo de 1952 a 1956 ele estava no Cairo no IFAO. Em 1964 ele se tornou diretor de pesquisa para a religião egípcia antiga na EPHE, onde foi estudante algumas décadas antes.
De 1965 a 1985, foi diretor das escavações francesas em Tanis, no delta oriental do Nilo; ele organizou uma grande exposição dos resultados dessas escavações em 1987 no Grand Palais em Paris. Em 1992 foi nomeado para a cátedra de egiptologia do Collège de France, cargo que ocupou até 2000.

## Morte
Jean Yoyotte morreu em Paris em 1º de julho de 2009, aos 81 anos.

## Trabalhos significativos
- Com Georges Posener e Serge Sauneron: Dictionnaire de la civilization égyptienne (1959)
- Com Serge Sauneron: La naissance du monde selon l'Égypte ancienne, In La Naissance du Monde, Paris (1959)
- Les trésors des pharaons, (1968)
- Tanis l'or des pharaons (1987)
- Com Pascal Vernus: Dictionnaire des pharaons (1992) e Bestiaire des Pharaons (2001)